# Conrad de Provençal de Fonchâteau
 (novembre 2016).
Améliorez-le ou discutez des points à vérifier. 
 (novembre 2016).
Conrad de Provençal de Fonchâteau, marquis de Fonchâteau, comte de Gargailles, né à Tarascon le 22 janvier 1735 et mort le 30 octobre 1801 à Paris, est un noble et homme politique français.

## Biographie

### Famille
Conrad de Provençal de Fonchâteau est issu d’une très ancienne famille de la noblesse provençale et comtadine. En effet, sa famille fut maintenue dans la noblesse le 13 octobre 1668 en prouvant sa filiation jusqu’en 1480, la filiation non prouvée mais connue pouvant remonter jusqu’en 1230 et aux Croisades. C’est donc un noble de noblesse immémoriale.
Fils cadet du capitaine Dominique de Provençal de Fonchâteau, et de Magdeleine de Léautaud de Masblanc, il épouse le 11 juin 1758, à Tarascon, Marguerite Bosc, cette dernière était la fille d’un riche marchand de la ville de Tarascon. Il n’eut pas d’enfants de cette union.
Veuf, il se remarie à Paris le 5 janvier 1790 avec Louise Adélaïde Marie d’Aumont de Rochebaron (1764-1790)[réf. nécessaire], fille de Louis-Marie Alexandre Céleste d’Aumont (1736-1814), duc de Villequier, duc d’Aumont (1799) et pair de France, et de Félicité Louise Le Tellier de Louvois[réf. nécessaire]. 
- Charles-Louis Victor de Provençal de Fonchâteau (1790-1871), marquis de Fonchâteau, comte de Gargailles, Lieutenant dans la Marine Royale qui épouse en 1809 Adélaïde Athénaïs Henriette de Sarret de Gaujac, fille de Joseph de Sarret, comte de Gaujac et de Marie-Angélique de Bourbon-Busset.
- Angélique Alice Louise Félicité Madeleine Antoinette Charlotte Thérèse Marie de Provençal de Fonchâteau (1790-1790) enfant décédé trois jours après sa naissance.

Charles-Louis de Provençal de Fonchâteau nait le 26 décembre 1790 mais sa mère meurt le lendemain à Paris des suites du déplacement au moment où elle accouchait, en effet comme il était de coutume à cette époque, il fallait accoucher à la Cour. La fille du duc d’Aumont, Premier Gentilhomme de la Chambre du Roi, ne pouvait donc déroger à la règle : ce déplacement lui fut fatal.

### Généralités
C’est un homme très pieux, il n’est que le cadet de sa famille. Son père étant aussi le benjamin de sa fratrie, il n’était pourtant pas destiné à reprendre le titre et l’héritage familial.
Homme moderne pour son temps et érudit, il adhère aux idées des Lumières ; royaliste convaincu, il rend hommage au Roi pour sa terre de Fonchâteau et il soutiendra toujours l’idée d’une monarchie constitutionnelle.
Son mariage avec Marguerite Bosc est un mariage d’intérêt puisque la famille, très appauvrie dès la milieu du XVIIIe siècle, cherche à s’allier avec la riche bourgeoise de Tarascon, ce qui sera chose faite puisque les Bosc sont une riche famille de marchands. Sa seconde union sera tragique puisque sa femme meurt au bout d’un an de mariage en mettant au monde des jumeaux, un seul survivra et la mère meurt dès le lendemain.

### L’Ancien Régime
Héritier d’une tradition militaire avec un père capitaine au régiment de Blaisois Infanterie et un oncle capitaine au régiment de Champagne Infanterie, il s’orienta, contre les recommandations de son père, vers une carrière juridique et politique. D’autres membres de sa famille avaient pourtant exercé des charges urbaines à Tarascon comme celle de viguier (1577-1578).
Il étudia le droit à l’université d’Aix et sera avocat en Parlement, conseiller au parlement d'Aix. Par la suite, il fut aussi président à mortier au parlement d’Aix et gravit donc tous les échelons au sein des assemblées locales.
Si ces charges sont certes d’une certaine importance, ce n’est qu’en 1789, que Conrad de Provençal obtient une reconnaissance à une charge d’importance nationale.

### La Révolution

Le Serment du jeu de paume.

Le 24 janvier 1789, Louis XVI, roi de France et de Navarre, convoque les états généraux sous leur forme de 1614 et les élections fixées à janvier 1789.
Il est élu pour représenter la noblesse de la sénéchaussée d’Arles, son suppléant était Charles-Emmanuel de Marins habitant également à Tarascon. Il fit la route avec le marquis de Guilhem de Clermont-Lodève.
C’est un homme des Lumières qui entretenait, d’ailleurs, des rapports étroits avec les francs-maçons. Cependant, si ces idées lui semblent judicieuses, il ne pense pas qu’il soit opportun les appliquer en France et, comme il l’écrit : « …il n’est point besoin, en France, de faire usage des idées dont seule la Russie a besoin. Nous jouissons en France d’un gouvernement que l’Angleterre est seule à égaler ». L’Angleterre étant à l’époque la première puissance mondiale et également le pays le plus libéral d’Europe, on comprend d’autant plus cette phrase montrant que, si une réforme lui semble nécessaire, il n’approuve pas la remise en cause du pouvoir royal.
C’est à l’Assemblée Nationale du 5 mai 1789 qu’il rencontre le père de sa seconde épouse, le duc d’Aumont. Tout comme lui, il quitte très vite l’Assemblée et rentre à Paris où il demeurera jusqu’à sa mort en 1801. Dès juillet 1789 date à laquelle l’Assemblée Nationale devient Constituante, on peut noter que le marquis de Fonchâteau n’y est plus et il semble avoir quitté l’Assemblée dès juin 1789 après le serment du Jeu de paume.

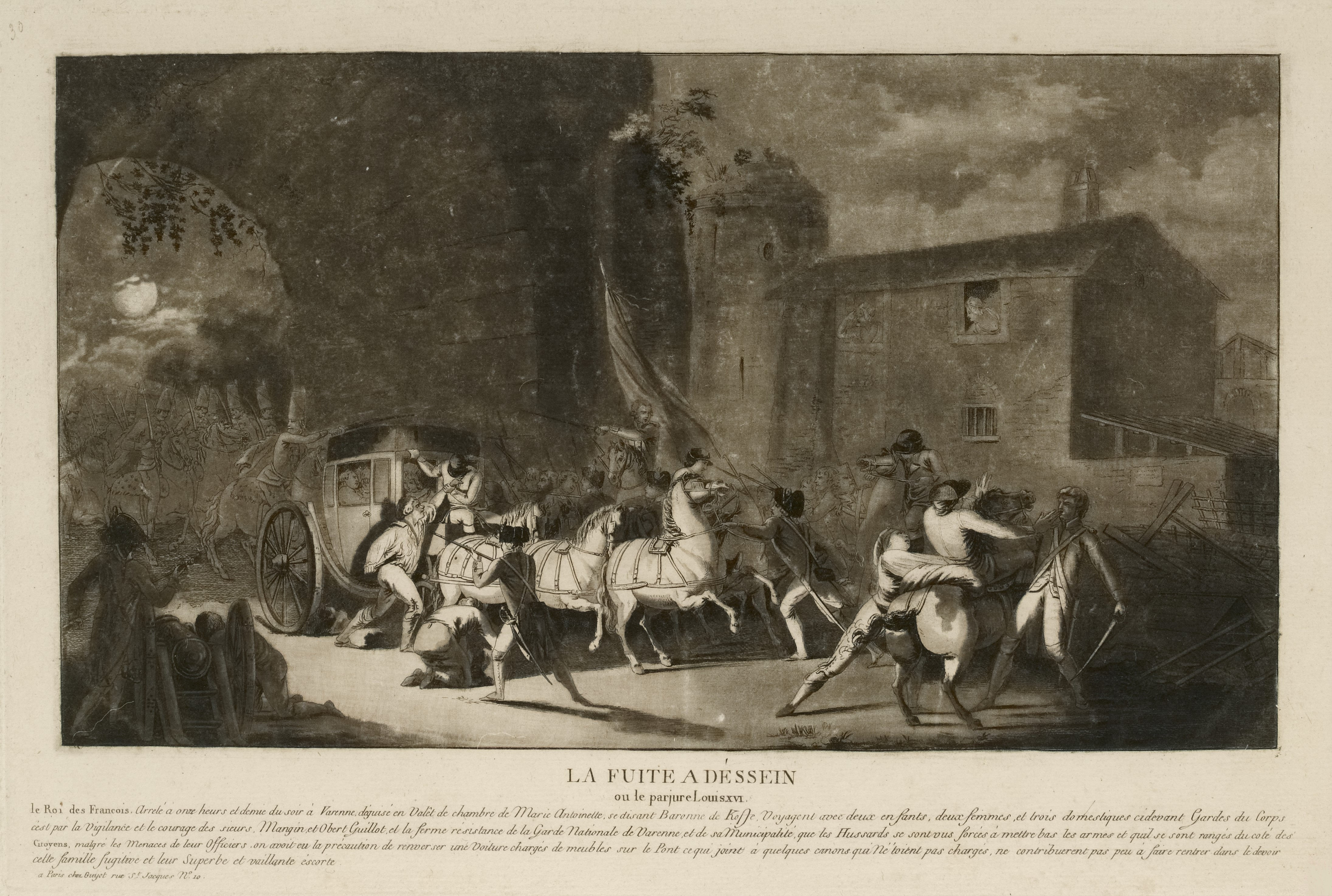
La fuite de Varennes.

Grâce à la position de sa femme auprès de Louis XVI, le marquis de Fonchâteau rencontra le roi aux Tuileries et aida le duc d’Aumont à préparer la fuite de Varennes, même si son rôle ne reste que très secondaire.
Partisan du club des feuillants et d’une monarchie constitutionnelle, il passa ses idées sous silence sous la Terreur et Robespierre et hésita à émigrer en Angleterre. En 1794, il eut l’opportunité de le faire, mais son fils, trop malade l’en empêcha, seul descendant et héritier des Fonchâteau n’aurait pas survécu au voyage. Préférant assurer la pérennité de sa descendance, sachant qu’il n’aurait pas d’autres enfants, il demeure à Paris et confie son fils Charles-Louis de Provençal de Fonchâteau à son oncle et sa tante, Louis Marie Céleste d’Aumont et Pauline de Chauvigny de Blot à qui il lègue une somme d’argent pour assurer l’éducation de son fils.

## Sources
- Nicolas Batjin, Histoire complète de la noblesse de France, Paris, E. Dentu, 1862.
- Augustin Fabre, Histoire de Provence, Marseille, Feissat aîné et Demonchy, 1834.
- « Conrad de Provençal de Fonchâteau », dans Adolphe Robert et Gaston Cougny, Dictionnaire des parlementaires français, Edgar Bourloton, 1889-1891 [détail de l’édition]